# Toxorhynchites macaensis
Toxorhynchites macaensis är en tvåvingeart som beskrevs av Ribeiro 1997. Toxorhynchites macaensis ingår i släktet Toxorhynchites och familjen stickmyggor. Inga underarter finns listade i Catalogue of Life.